# Massagris schisma
Massagris schisma là một loài nhện trong họ Salticidae.
Loài này thuộc chi Massagris. Massagris schisma được Maddison & Zhang miêu tả năm 2006.